# Stan Moody
Stan Moody (ur. 14 września 2006 w Halifax) — angielski snookerzysta.
Moody zaczął karierę snookerową w 2015 jako uczeń Ryburn Valley High School w Sowerby Bridge.
W wieku 14 lat wygrał mistrzostwa Anglii w kategoriach wiekowych do lat 14, 16 i 18. Po rozegraniu w Bradford meczu pokazowego z Markiem Allenem dostał od niego pseudonim "The Action" po tym gdy wywarł wielkie wrażenie swoją pracą kijem.
W styczniu 2022 rozegrał swój pierwszy mecz rankingowy na stole telewizyjnym wygrywając w pierwszej rundzie turnieju Shoot Out rozgrywanego w Leicester z chińskim snookerzystą Lu Ningiem. Zwycięstwo przyniosło mu rozpoznawalność i uznanie graczy takich jak Jimmy White, który nazwał go "poważnym graczem". Zaczął być uznawany za przyszłą gwiazdę.
W turnieju WSF Junior Snooker Championship rozegranym w Sydney w lutym 2023 pokazał znakomitą formę ostatecznie wygrywając w finale 5-1 z Liamem Pullenem. Tym samym zapewnił sobie prawo gry jako zawodowiec w World Snooker Tour przez dwa lata od sezonu 2023/2024.
Swoje pierwsze zawodowe zwycięstwo osiągnął w październiku 2023 wygrywając w eliminacjach do turnieju Northern Ireland Open z Zhou Yuelongiem. Następnie pokonał Roda Lawlera i Gary'ego Wilsona osiągając po raz pierwszy najlepszą szesnastkę.